# Órganon
Órganon ou  órgano  (do grego órganon, através do latim tardio organu)  refere-se a um dos vários estilos  de polifonia medieval, primordial na Europa  Ocidental entre os séculos  IX e XIII. Requer a adição de uma ou mais vozes a um cantochão existente. Também pode se referir a uma obra, improvisada ou escrita, nesse estilo, na qual uma voz origina-se de um cantochão.

A música polifônica, surgida no século IX, atingiu o auge da sua utilização e formulação no século XIII, com a chamada escola de Notre Dame (Schola Cantorum), em Paris. A partir do século XIV, passa a fazer parte da então chamada ars antiqua, em oposição à ars nova, recém teorizada. 

## O estilo
Em geral, nesse estilo, uma melodia de cantochão é acompanhada de, pelo menos, uma outra voz adicionada para embelezar a harmonia. 
A vox principalis (em português, 'voz principal') segue o cantochão (canto gregoriano), e a segunda voz (vox organalis, a voz acompanhante) harmoniza paralelamente, em geral, iniciando e terminando a melodia junto à tônica da escala do cantochão.
Conforme a melodia progride, as notas vão se separando até alcançarem intervalos de quarta e quinta, seguindo com o canto nesses intervalos de forma paralela. Conforme  se aproximam do final do cantochão, as vozes também se aproximam até finalizarem a melodia juntas, na tônica da escala novamente.
Frequentemente, a vox principalis tinha uma notação escrita, enquanto a vox organalis improvisava.

Essa técnica antecedeu a polifonia de contraponto e foi usada com grupos maiores do que duas vozes; mas, mesmo quando em grupos, as vozes dividiam-se em partes que somente duplicavam a voz principal, e uma só voz cantava o órgano. Essa técnica foi desaparecendo com o avanço da polifonia e a expansão da escrita na composição musical.

## História
A música oficial da Igreja na alta Idade Média, o canto gregoriano ou cantochão, tinha como característica a monofonia, isto é, todas as vozes de um coro cantando a mesma linha melódica. No entanto, no ambiente profano, desenvolveu-se a chamada música de caça (chace), ou cânone, na qual vozes cantando uma mesma melodia entram sucessivamente, separadas por um ou mais compassos, como se cada voz "caçasse", perseguisse a que começou a cantar antes. 
Provavelmente dessas músicas surgem as primeiras ídéias para uma nova organização musical, o estilo polifônico, ou seja, vozes cantando melodias diferentes ao mesmo tempo. Num primeiro instante (século IX), foi acrescentado à voz principal (vox principalis), que era um cantochão, uma segunda voz, a voz organal (vox organalis), que consistia numa duplicação da voz principal uma quarta ou quinta abaixo, o que dá a essa música a sonoridade característica da época medieval. 
Mas era necessário evitar o trítono (diabulus in música), que é o intervalo de quarta aumentada ou o seu enarmônico, a quinta diminuta, como, por exemplo, o intervalo entre as notas fá e si, considerado dissonante pela teoria musical da época. Por isso começaram a ser permitidos outros intervalos e outros movimentos, além do paralelo (no qual as duas vozes se movimentavam paralelamente, isto é, utilizando os mesmos intervalos), foram adotados. O primeiro foi o movimento contrário, no qual uma voz sobe a escala enquanto outra desce, e vice-versa. Depois vieram o movimento oblíquo - no qual uma voz permanece na mesma nota, enquanto a outra se eleva ou abaixa - e o movimento direto - em que as duas vozes se movem na mesma direção mas não pelos mesmos intervalos. Com isso, a voz organal se liberta cada vez mais da voz principal, terminando por ser escrita acima desta, estabelecendo-se  como a voz mais aguda (século XI). A esse organum deu-se a denominação de organum livre. Posteriormente, o ritmo da voz organal se torna independente também, ao executar várias notas contra apenas uma sustentada pela voz principal (organum melismático, século XII).
A melodia cantada pela voz principal, baseada normalmente no repertório de cantochão, tem o nome de cantus firmus e essa voz principal passa a se chamar tenor (do latim tenere, sustentar, posto que ela agora sustenta as notas longas). 
Nessa etapa de sua evolução, o nome organum era aplicado exclusivamente a esse desenho de uma nota no tenor para várias na voz organal. Para o estilo nota contra nota (punctus contra punctum  ou simplesmente  contraponto ) foi dado o nome de descante.
Com a construção da catedral de Notre Dame em Paris, onde deveria haver um grande afluxo de pessoas e, por conseguinte, de culturas, a composição de organa chega ao auge, sendo seus principais representantes Léonin e Pérotin (século XII e XIII), mestres de coro da catedral. 
O organum a partir de então começa a ser superado pelo contraponto descante. Posteriormente, reaparecerá, com ritmos modais na voz mais aguda.

## Tipos

### Organumparalelo
Os organa paralelos datam do século IX e são as primeiras obras polifônicas de que se tem notícia.  Consistiam na duplicação de um cantochão, cantado pela vox principalis, e pela vox organalis, normalmente uma quarta ou quinta abaixo. Uma outra forma seria a duplicação da vox principalis, uma oitava abaixo, e a duplicação da vox organalis acima das outras três.

### OrganumLivre
Desenvolvimento do organum paralelo. No século XI, observavam-se os movimentos das vozes em paralelo, oblíquo, contrário e direto. As notas não eram executadas somente em estrito contraponto. A vox organalis passa a ser escrita acima da vox principalis.

### Organummelismático
No século XII, o tenor mantinha as notas longas enquanto a vox organalis se desenvolvia suavemente através de notas mais curtas acima (melisma é o nome que se dá a um grupo de notas cantadas para apenas uma sílaba do texto).

### Organumde Notre Dame
Mais tarde, ainda no século XII, Paris tornou-se um importantíssimo centro musical, desde que, em 1163, teve início a construção da catedral de Notre-Dame. Aí, as partituras de organum, com um grupo de compositores pertencentes à chamada "Escola de Notre-Dame", alcançaram admirável estágio de elaboração. No entanto, apenas o nome de dois desses compositores chegou até nós: O de Léonin, que foi o primeiro mestre do coro da catedral, e o de seu sucessor, Pérotin, que trabalhou de 1180 até cerca de 1225.

#### Léonin
Mestre de coro da catedral de Notre Dame, Léonin usava um cantochão de estilo silábico, isto é, de uma nota para cada sílaba, e aumentava os valores das notas de forma que elas talvez fossem tocadas, em vez de cantadas, sendo esta a parte do tenor.
Acima dessa linha, ele compunha um duplum, com notas mais rápidas e com ritmos tirados das danças e da poesia. Léonin inseria em seus organa uma parte conhecida como clausula, onde o estilo contrapontual (descante) era utilizado.

#### Pérotin
Sucessor de Léonin (de 1180 a 1225) no coro da catedral, Pérotin introduziu modificações como o triplum (uma terceira voz, acima do duplum) e o quadruplum (uma quarta voz). Pérotin também compôs várias clausula.

## Conclusão
Apesar de o estilo ter caído em desuso há muito tempo, todo o arcabouço musical tem no organum o  seu primeiro desenvolvimento. Pouco de sua teoria foi aproveitado, apesar de esta ter sido fartamente documentada. Se por um lado o estilo se perdeu - e não é errado afirmar-se  que não tem um impacto direto na música ocidental posterior -, ao mesmo tempo o organum  foi o começo das experimentações com duas ou mais vozes, dando uma base para a formulação teórica que viria nos   séculos seguintes.

## Leituras adicionais
- Ad organum faciendum (ca. 1100) Jay A. Huff, ed. and trans., Ad organum faciendum et Item de organo, Musical Theorists in Translation, vol. 8 Institute of Mediaeval Music, Brooklyn,NY [1963])---em Inglês
- Magnus Liber Organi, Parisian Liturgical Polyphony from the Twelfth and Thirteenth Centuries, 7 Vols. Les Editions de L'Oiseau-Lyre, Monaco, 1988-1993, editor: Edward H. Roesner---em Inglês.
- Apel, Willi, Gregorian Chant, Londres, 1958---em Inglês
- Rankin, Susan, Winchester Polyphony. The Early Theory and Practice of Organum,

("Música na Liturgia Inglesa da Idade Média") (Oxford, 1993) pp. 59–100---em Inglês
- Magnus Liber Organi. (F) Pluteo 29.1, Bibliotheca Mediceo-Laurenziana, Firenze, ---facsimilé do Instituto de Música Medieval, Brooklyn, NY, Manuscritos Medievais em Reprodução, vols. X and XI, ed. Luther Dittmer